# La Moixera
La Moixera és una muntanya de 1.996 metres que es troba entre els municipis de Castellar de n'Hug, a la comarca del Berguedà i de Toses, a la comarca catalana del Ripollès.